# Пиер-Симон Жирар
Пиер-Симон Жирар (на френски: Pierre-Simon Girard) е френски инженер и физик.
Роден е през 1765 година в Кан. Жирар ръководи строителството на каналите Амиен и Урк.
В съавторство с Гаспар дьо Прони издава книгата „Речник по мостове и пътища“ („Dictionnaire des Ponts et Chaussées“). Автор е и на няколко изследвания в областта на механиката на флуидите и съпротивление на материалите. Умира през 1836 година в Париж.